# Johan Ekeblad

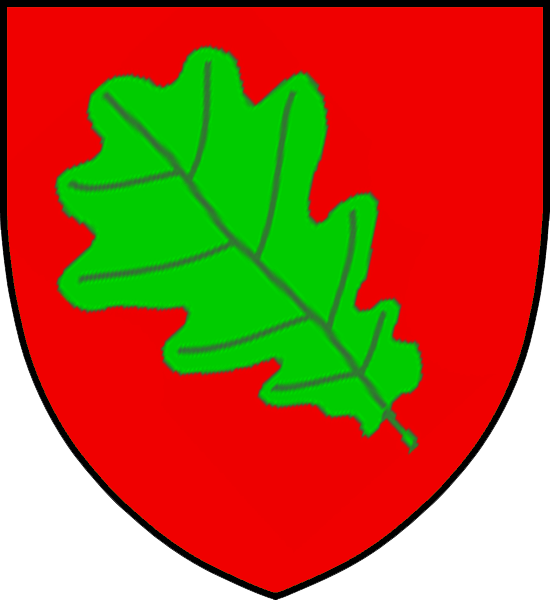
Vapen för adelsätten Ekeblad

Johan Ekeblad, född 29 juni 1629 på Skog, Sparlösa socken, Västergötland, död 12 januari 1697 på Tossegården, Sunnersbergs socken, Västergötland, var en svensk hovman. Han räknas till Sveriges främsta brevskrivare genom tiderna.
Johan Ekeblad var son till Christoffer Johansson Ekeblad och Brita Claesdotter Uggla. Han gifte sig 1662 med Christina Hägerstierna, dotter till den förmögne köpmannen Claude Roquette Hägerstierna och hans hustru Magdalena Moijal. Paret fick sex barn av vilka tre dog som barn. Efter första hustruns död gifte Ekeblad om sig med Sara Andersdotter Svebilia.
Ekeblad inledde karriären som hovjunker hos drottning Kristina. Han blev senare kammarherre hos Hedvig Eleonora. Studier vid flera universitet i Europa ledde till en bred bildning och goda språkkunskaper.
Johan Ekeblad deltog i Magnus De la Gardies storslagna ambassad till Frankrike 1646 och var medlem i en beskickning till England. Drottning Kristina uppskattade honom och han tjänstgjorde på flera charger som hovman. 1649–1655 sände han med regelbundenhet från sin position vid hovet ett stort antal brev – omkring 750 stycken – med nyheter och skvaller till brodern Claes Ekeblad på fädernegården Stola herrgård, Strö socken i närheten av Läckö i Västergötland. Ett av de mer uppmärksammade breven berättade om avrättningen av ledare för Morgonstjärneupproret.
Breven upphör vid Claes död under Karl X Gustavs polska krig. Ekeblad anför ofta litterära citat och allusioner. Hans favoritförfattare var Michel de Montaigne. Språket i breven är lättläst för en läsare i dag trots många främmande ord och en tidvis arkaisk ordföljd och meningsbyggnad. I breven redogjorde Johan Ekeblad bland annat för sitt stora intresse för jakt: jakt på tjäder, orre, hare, räv och sidensvans. Jakten försiggick ibland i hembygden med de egna jakthundarna Herz och Kvist, ibland i Stockholmstrakten. 
Hans litterära stil präglades av humor och en märkbar sälta, något som är grunden till devisen på den medalj, som slogs över honom till Svenska Akademiens högtidssammankomst 2003: ”Salse notavit” – Han skrev med sälta.